# Hepatitida

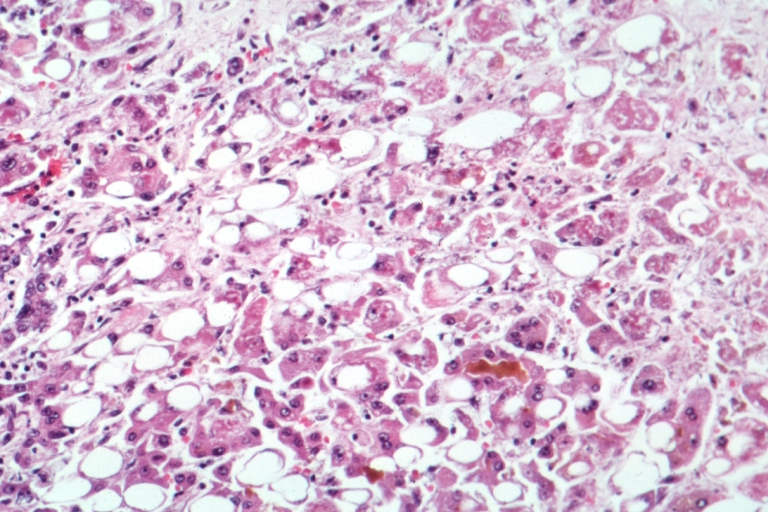
Mikroskopický snímek jater, která byla poškozena hepatitidou způsobenou nadměrným pitím alkoholu.

Hepatitida (latinsky hepatitis) je zánět jater. Může být infekční nebo neinfekční povahy, akutní či chronický.

## Chronické záněty jater
Pokud zánět jater přechází do chronicity, dochází v játrech nejprve k takzvané fibróze a posléze i cirhóze. V játrech vznikají drobounké jizvičky, které se zacelují kožovitou hmotou na úkor původní jaterní tkáně. Játra jsou jako funkční orgán značně naddimenzována a uvádí se, že na pročištění krve pro celý organizmus by pravděpodobně stačila jen desetina jater.[zdroj?] Může to trvat měsíce až roky než dojde k cirhóze. V závěrečných stádiích cirhózy dochází k selhání jater a prudce se zvyšuje riziko onemocnění jater rakovinou.